# أومبرتو الثاني

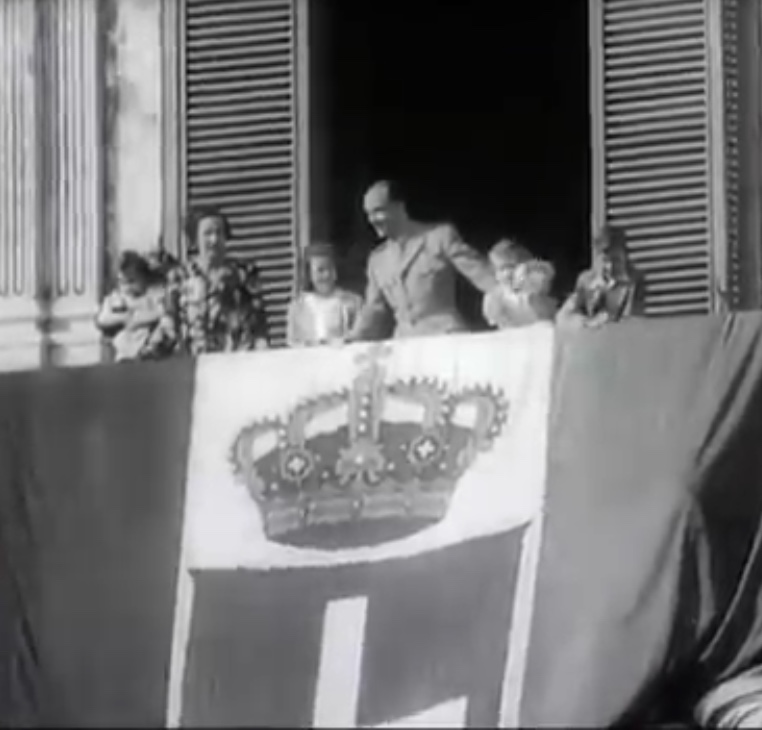
أومبرتو الثاني ملك إيطاليا

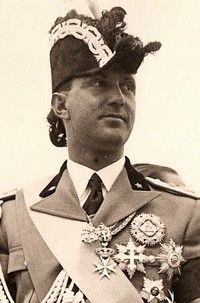
أومبرتو الثاني ملك إيطاليا

 أومبرتو الثاني  (بالإيطالية: Umberto Nicola Tommaso Giovanni Maria di Savoia) (15 سبتمبر 1904 - 18 مارس 1983) آخر ملك لإيطاليا. ولد كأمير لبييمونتي، وهو الابن الثالث والولد الوحيد للملك فيكتور عمانويل الثالث ملك إيطاليا والأميرة إيلينا من الجبل الأسود. كان الملك الأخير لإيطاليا من 9 مايو 1946 إلى 12 يونيو 1946. تخلى عن لقب ملك ألبانيا، الذي كان قد لُقّب به والده بعد الغزو الإيطالي لألبانيا، بل وطلب الصفح من زوج الأول ملك ألبانيا لاغتصابهم عرشه.

## نشأته
ولد أومبرتو الثاني في عام 1904، ونشأ نشأة عسكرية. جعله والده قائداً أعلى للجيوش الشمالية، ومن ثم الجيوش الجنوبية. ومع ذلك، كانت مناصب شرفية، وكان الأمر كله في يد رجال بينيتو موسوليني.
تعرض الأمير أومبرتو لمحاولة اغتيال في بروكسل في 24 أكتوبر 1929، وهو يوم إعلان خطوبته للأميرة البلجيكية «ماري خوسيه»، في الوقت الذي كان الأمير على وشك أن يضع فيه إكليلاً من الزهور على قبر الجندي المجهول في بلجيكا. أطلق الجاني صرخة ليسقط موسوليني! وهو يطلق الرصاصة التي لم تصب الأمير.
تزوج أومبرتو في روما من الأميرة البلجيكية «ماريا خوسيه» في 8 يناير 1930.
بحسب تقاليد أسرة سافوي الملكية، ظل أومبرتو بعيداً عن السياسة، حتى تعيينه برتبة «لفتنانت جنرال». هناك استثناء واحد، كان أثناء حضوره لحفل زفاف ملكي في ألمانيا، حيث حضر اجتماع مع أدولف هتلر. وفي 29 أكتوبر 1942، مُنح أومبرتو رتبة المارشال.
في عام 1943، أقحمت الأميرة «ماريا خوسيه» زوجة أومبرتو نفسها في محاولة يائسة، لترتيب عقد معاهدة سلام منفصلة بين إيطاليا والولايات المتحدة. كان المفاوض فيها هو البابا بولس السادس، قبل أن يتولى البابوية. لم تحظ محاولتها بتأييد الملك، ولم يورط أومبرتو نفسه في الأمر. بعد فشل المحاولة، أُرسلت الأميرة مع أطفالها إلى ساري في وادي دا أوستا، لتبقى معزولة عن الحياة السياسية والبيت الملكي.
بعد الإطاحة بموسوليني في عام 1943، سلم الملك فيكتور عمانويل الثالث مسئولياته الدستورية لأومبرتو، وغادر إيطاليا إلى مصر.

## أومبرتو ملكاً

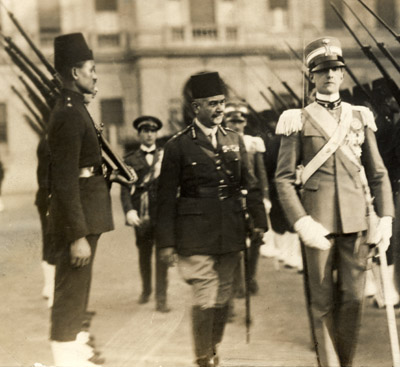
الملك أومبرتو الثاني في زيارة للقاهرة.

ظل أومبرتو قائماً بمهام والده حتى تنازل والده عن العرش في 9 مايو 1946. لم يدم مُلك أومبرتو أكثر من 33 يوم، حيث انتهى النظام الملكي رسمياً في 12 يونيو 1946، بعد استفتاء حول استمرار الملكية. نفي الملك أومبرتو الثاني، وترك إيطاليا إلى الأبد. وتولى رئيس الوزراء ألتشيدي دي غاسبيري منصب رئيس إيطاليا المؤقت.
انفصل أومبرتو وماريا خوسيه في المنفى. يرجح بعض الأكاديميين أن أومبرتو كان شاذاً جنسياً. في بداية العشرينيات، جمع موسوليني ملفاً حول حياته الخاصة لابتزازه. وقبل الاستفتاء حول استمرار الملكية، نشرت الصحف أن أومبرتو مثلي الجنس على أمل التأثير على النتيجة. كان إهداء أومبرتو الأحجار الكريمة للمسؤولين الشباب في حاشيته شيئاً معروفاً. باستثناء عند ظهورهما علناً، عاش أومبرتو وماريا خوسيه منفصلين.

## المنفى
عاش الملك أومبرتو لمدة 37 عام في المنفى، في كاسكايس في البرتغال. منع دستور 1947 في الجمهورية الإيطالية، جميع الورثة الذكور للعرش الإيطالي من العودة لإيطاليا مرة أخرى، ولم يمنع الإناث من أسرة سافوي الملكية باستثناء الملكات القرينات.
حاول الرئيس «ساندرو بيرتيني» أن يحصل لأومبرتو على موافقة لعودتة إلى بلده الأصلي من قبل البرلمان الإيطالي، عندما كان يحتضر في عام 1983. وفي النهاية، توفي في جنيف، ولم يحضر أي ممثل للحكومة الإيطالية جنازته.

## وصلات خارجية
- أومبرتو الثاني على موقع IMDb (الإنجليزية)
- أومبرتو الثاني على موقع الموسوعة البريطانية (الإنجليزية)
- أومبرتو الثاني على موقع مونزينجر (الألمانية)
- أومبرتو الثاني على موقع إن إن دي بي (الإنجليزية)
- أومبرتو الثاني على موقع قاعدة بيانات الفيلم (الإنجليزية)
- Royal House of Italy
- Royal House of Belgium
- Genealogy of recent members of the House of Savoy
- a portrait of his
- Website with Information on Italian Royal news stories